# Corydalis macrocalyx
Corydalis macrocalyx är en vallmoväxtart som beskrevs av Litw.. Corydalis macrocalyx ingår i släktet nunneörter, och familjen vallmoväxter. Inga underarter finns listade i Catalogue of Life.